# Arthroleptides dutoiti
Arthroleptides dutoiti (tên tiếng Anh: Du Toit's Torrent Frog) là một loài ếch trong họ Petropedetidae.
Nó được tìm thấy ở Kenya và có thể cả Uganda.
Các môi trường sống tự nhiên của chúng là các khu rừng vùng núi ẩm nhiệt đới hoặc cận nhiệt đới và sông. Loài này đang bị đe dọa do mất môi trường sống.